# Muži v černém (film)
Muži v černém je americká akční komedie založená na stejnojmenném komiksu od Malibu Comics / Marvel Comics. Film natočil režisér Barry Sonnenfeld v roce 1997. V hlavních rolích Tommy Lee Jones a Will Smith. Film získal cenu Oscar za nejlepší masky.

## Děj
Film vypráví příběh agenta K, který je členem tajné nadstátní agentury Muži v černém (Men In Black, MIB), jejímž hlavním cílem je eliminovat ilegální mimozemské imigranty. Agenti mají za úkol zatýkat mimozemšťany, kteří se snaží usídlit na Zemi, pro takové zásahy mají speciální neutralyzér, kterým mohou vymazat lidem krátké aktuální vzpomínky, aby i nadále zůstali v utajení.
Parťák agenta K, agent D odchází do důchodu a je mu vymazána paměť. Velitel agentury agent Zed poté nachází nového rekruta. Je jím policista James Darrell Edwards III, kterého poté agent K zaučuje. Z Edwardse se tak stane agent J.
Poté společně čelí dosud nejvážnějšímu ilegálnímu proniknutí mimozemšťanů, které ohrožuje celou planetu.

## Obsazení
| Tommy Lee Jones      | Agent K / Kevin Brown               |
| Will Smith           | Agent J / James Darrell Edwards III |
| Linda Fiorentino     | Dr. Laurel Weaverová                |
| Vincent D'Onofrio    | Edgar                               |
| Rip Torn             | Velitel Zed                         |
| Tony Shalhoub        | Jack Jeebs                          |
| Siobhan Fallon Hogan | Beatrice                            |
| Richard Hamilton     | Agent D                             |

## Přijetí
Film byl nasazen v USA ve 3 020 kinech. Za první víkend vydělal 51 milionů amerických dolarů. Celkem v USA vydělal $250 690 000, v ostatních zemích poté $338 700 000. Celkem tedy $589 390 000.
Na DVD byl film vydán v říjnu 1997. Ještě v roce 2012 se v USA prodalo 76 000 kusů DVD. Což bylo způsobeno nasazením filmu Muži v černém 3 do kin.

### Související článek
- Muži v černém